# A mások élete
A mások élete (Das Leben der Anderen) 2006-ban bemutatott német filmdráma, az elsőfilmes Florian Henckel von Donnersmarck forgatókönyvíró-rendező alkotása. A lélektani dráma fő témája Kelet-Berlin kulturális életének és az élet minden területét beszövő NDK-s titkosrendőrségnek, a Stasinak a kapcsolata.
A mások élete a 2007-es Oscar gálán a legjobb idegen nyelvű filmnek járó díjat nyerte el, míg a 2007-es Golden Globe-on csak a jelölésig jutott. A Német Filmdíjon 7 Lola-szobrot is besöpört (11 nevezéssel rekordot döntve), köztük a legjobb film díját és a legjobb férfi színészi alakítás díját is. A kritikusok szerint a film fordulópont a keletnémet félmúlt ábrázolásában, a nosztalgia helyett kíméletlen, reális képet fest a diktatúra léleknyomorító működéséről.
A film készítői "üzennek" a magyaroknak több rejtett, vagy kevésbé rejtett motívummal. A történetben több utalás szerepel Magyarországra, úgymint a megfigyelt Georg Dreimann fedőneve a Stasi műveletben "László" (Lazlo), Wiesler százados egy otthoni vacsorájánál elképesztő mennyiségű Piros Aranyat nyom az ételére (17. perc), és a történet egyik súlypontja a magyar és keletnémet öngyilkossági adatokról szóló újságcikk.

## Történet
|  | Alább a cselekmény részletei következnek! |

A film 1984-ben az NDK-ban játszódik. A kommunista rendszerhez vakon hű Gerd Wiesler Stasi-ügynököt saját kérésére megbízzák, hogy kémkedjen Georg Dreymann színházi író után, akit nyugati elhajlással gyanúsítanak. A százados hamar rájön, hogy valójában Bruno Hempf kulturális miniszter – aki a Párt Központi Bizottságának tagja – utasítására figyeltetik Dreymannt és élettársát, Christa-Maria Sielandet is. A miniszter ugyanis vonzódik Dreymann barátnőjéhez, az ünnepelt színésznő Christa-Mariahoz és hatalmával visszaélve kényszeríti a nőt, hogy megalázó szerelmi viszonyt folytasson vele; riválisára, Dreymannra pedig szeretne valamilyen terhelő bizonyítékot találni, hogy letartóztatása után ne állhasson az útjába. Georg Dreymann a rendszer támogatója, bár nem ért egyet a disszidensek és a másként gondolkodók elnyomásával. Mikor Georg rendező barátja, Albert Jerska öngyilkosságot követ el, Dreymann egy veszélyes és komplikált szervezői folyamat eredményeként névtelen cikket közöl az NSZK-ban, a Spiegelben a keletnémet öngyilkosságok gyakoriságáról – ami alapján az NDK-ban börtönbe kerülne. Wiesler a megfigyelés közben ráébred saját élete kisszerűségére, egyre közelebb kerül az íróhoz és barátnőjéhez, és hazudni kezd jelentéseiben, hogy Dreymannt védje. Közben Christa-Maria végleg megszakítja viszonyát Hempf miniszterrel, aki bosszúból utasítást ad letartóztatására, mivel a színésznő gyógyszerfüggő és illegális tablettákat használ. A színészi karrierjének megóvása érdekében Christa-Maria elárulja, hogy az újságcikk szerzője Dreymann, ám Wiesler még a házkutatás előtt titokban eltávolítja a színésznő vallomását igazoló bizonyítékot a lakásból. A házkutatás során Christa-Maria kétségbe esik, kirohan a lakásból, az utcán egy érkező teherautó elgázolja és meghal. Emiatt az egész megfigyelési művelet értelmét veszti, Wiesler felettese, Anton Grubitz leállítja az akciót. Bizonyítéka nincs, de Grubitz tudja, hogy Wiesler szabotálta az akciót, ezért előléptetési tilalom alá vonja és az „M” részlegre száműzi, ahol leveleket kell gőzzel felnyitnia. A film végén, a német újraegyesítés után Dreymann megtudja Hempftől, hogy teljes körűen megfigyelték. A róla szóló Stasi-archívumokban kutatva rájön, hogy megfigyelője hamis jelentéseket készített, és következő könyvét Szonáta egy jó emberről címmel a szórólap-terjesztőként élő „HGW XX/7”-nek (Wiesler fedőneve) ajánlja.
|  | Itt a vége a cselekmény részletezésének! |

## Szereplők
| Színész          | Szereplő                         | Magyar hang     |
| ---------------- | -------------------------------- | --------------- |
| Martina Gedeck   | Christa-Maria Sieland            | Kováts Adél     |
| Ulrich Mühe      | Gerd Wiesler százados (HGW XX/7) | Sörös Sándor    |
| Sebastian Koch   | Georg Dreyman                    | Csernák János   |
| Ulrich Tukur     | Anton Grubitz alezredes          | Szombathy Gyula |
| Thomas Thieme    | Bruno Hempf kulturális miniszter | Ujlaki Dénes    |
| Hans-Uwe Bauer   | Paul Hauser                      | Halmágyi Sándor |
| Volkmar Kleinert | Albert Jerska                    | Pálfai Péter    |
| Matthias Brenner | Karl Wallner                     | Scherer Péter   |
| Charly Hübner    | Udo                              | Hajdu István    |
| Herbert Knaup    | Gregor Hessenstein               | Juhász György   |

## Díjak és jelölések
- 2007-es Oscar
  - díj: legjobb idegen nyelvű film
- 2007-es Golden Globe
  - jelölés: legjobb idegen nyelvű film nevezés
- Independent's Spirit Awards 2007
  - legjobb idegen nyelvű film
- International Film Festival Rotterdam 2007
  - díj: Közönségdíj[1]
- Los Angeles-i Filmkritikusok Díja 2006
  - legjobb idegen nyelvű film
- Európai Filmdíj 2006
  - legjobb európai film
  - legjobb európai színész: Ulrich Mühe
  - legjobb forgatókönyv: Florian Henckel von Donnersmarck
  - jelölés: legjobb rendező: Florian Henckel von Donnersmarck
  - jelölés: legjobb filmzene: Gabriel Yared, Stéphane Moucha
  - jelölés: legjobb női alakítás: Martina Gedeck
- Német Filmdíj 2006
  - díj: legjobb film
  - díj: legjobb színész
  - díj: legjobb mellékszereplő
  - díj: legjobb rendező
  - díj: legjobb operatőr
  - díj: legjobb látványtervező
  - díj: legjobb forgatókönyv
  - jelölés: legjobb jelmez
  - jelölés: legjobb vágás
  - jelölés: legjobb hang
  - jelölés: legjobb filmzene
- Palm Springs International Film Festival 2007
  - díj: legjobb Közönségdíj
- Vancouver International Film Festival 2006
  - díj: Közönségdíj
- Montreal Festival du Nouveau Cinéma 2006
  - díj: legjobb Közönségdíj
- London Film Festival 2006
  - Satyajit Ray Award
- Zagreb Film Festival 2006
  - legjobb film
  - Közönségdíj
- Copenhagen International Film Festival 2006
  - legjobb férfi színész
  - Közönségdíj
- Seville Film Festival 2006
  - díj: Silver Giraldillo
  - díj: SIGNIS díj
- Locarno International Film Festival 2006
  - díj: Közönségdíj
- Warsaw International Film Festival 2006
  - díj: Közönségdíj
- Bavarian Film Awards 2005
  - díj: legjobb színész: Ulrich Mühe
  - díj: legjobb elsőfilmes rendező: Florian Henckel von Donnersmarck
  - díj: legjobb forgatókönyv: Florian Henckel von Donnersmarck
  - VGF Producer Prize: Wiedemann & Berg